# Mac Henderson
MacDonald Henderson, OBE (* 1934) ist ein ehemaliger schottischer Badmintonspieler. 

## Karriere
Mac Henderson gewann 1959 seinen ersten nationalen Titel in Schottland. Bereits ein Jahr zuvor hatte er die Irish Open gewonnen. 1966 siegte er erneut bei den Irish Open. Bei der ersten Badminton-Europameisterschaft 1968 gewann er Bronze im Doppel mit Robert McCoig.

## Sportliche Erfolge
| Saison | Veranstaltung                     | Disziplin    | Platz | Name                                |
| ------ | --------------------------------- | ------------ | ----- | ----------------------------------- |
| 1958   | Irish Open                        | Mixed        | 1     | Mac Henderson / Maggie McIntosh     |
| 1959   | Schottland: Einzelmeisterschaften | Mixed        | 1     | Mac Henderson / Maggie McIntosh     |
| 1963   | Scottish Open                     | Mixed        | 1     | Mac Henderson / Catherine Dunglison |
| 1963   | Schottland: Einzelmeisterschaften | Mixed        | 1     | Mac Henderson / Catherine Dunglison |
| 1966   | Irish Open                        | Mixed        | 1     | Mac Henderson / Catherine Dunglison |
| 1966   | Irish Open                        | Herrendoppel | 1     | Robert McCoig / Mac Henderson       |
| 1966   | Schottland: Einzelmeisterschaften | Mixed        | 1     | Mac Henderson / Catherine Dunglison |
| 1967   | Scottish Open                     | Herrendoppel | 1     | Robert McCoig / Mac Henderson       |
| 1968   | East of Scotland Championships    | Mixed        | 1     | Mac Henderson / Betty Goodwin       |
| 1968   | Europameisterschaft               | Herrendoppel | 3     | Robert McCoig / Mac Henderson       |
| 1970   | Schottland: Einzelmeisterschaften | Herrendoppel | 1     | Robert McCoig / Mac Henderson       |